# Maciej Kuczyński
Maciej Kuczyński (ur. 15 kwietnia 1929 w Warszawie, zm. 5 sierpnia 2019 tamże) – polski pisarz, inżynier architekt, speleolog, odkrywca.

## Życiorys
Syn Stefana i Danuty z d. Kryńskiej. W czasie wojny jako nastolatek ochotniczo brał udział w powstaniu warszawskim (ps. „Rosomak”). Po wojnie znalazł się w Krakowie, gdzie ukończył liceum i Wydział Architektury Politechniki Krakowskiej. Współzałożyciel Klubu Wysokogórskiego oraz krakowskiego Klubu Grotołazów.
Prowadził wyprawy odkrywcze do jaskiń Europy i obu Ameryk. Przemierzał peruwiańskie i chilijskie Andy, dżungle Ameryki Łacińskiej i Afryki oraz Himalaje. Zszedł na dno San Augustín – najgłębszej jaskini obu Ameryk. Organizował wyprawy naukowe na Spitsbergen (był jednym z założycieli polskiej stacji polarnej). Był organizatorem i kierownikiem technicznym wypraw paleontologicznych Polskiej Akademii Nauk na pustynię Gobi oraz uczestnikiem wyprawy amerykańskiej Agencji Ochrony Środowiska na lodowce Himalajów, w góry Ruwenzori i na Alaskę. Jest współodkrywcą najstarszych na świecie, liczących ok. 1 mld lat, jaskiń kwarcytowych na wenezuelskim płaskowyżu Sarisarinama, w Sarisarinamie.
W późniejszych latach zajmował się badaniem kultur prekolumbijskich oraz tradycji i form szamanizmu w Meksyku i Ameryce Środkowej. Hipotezy dotyczące biologicznej i transcendentalnej wiedzy dawnych mieszkańców Meksyku oraz źródeł jej pochodzenia zawarł w książkach “Czciciele węża” (1990) i “Rok 838” (2016). Zajmował się też inskrypcjami na słynnym Dysku z Fajstos (Kreta, ok. 1600 p.n.e.), a ich własną interpretację opublikował w książce pt. „Dysk z Atlantydy” (1992).
Był współzałożycielem Oddziału Polskiego The Explorers Club i jego wieloletnim prezesem. Członek honorowy Polskiego Związku Alpinizmu. Był aktywnym członkiem Kapituły Nagrody Kolosy w latach 1999–2016. Od 2017 roku był jej członkiem honorowym. Pozostawał aktywnym twórczo do ostatnich tygodni życia. Zmarł w wieku 90 lat. Po uroczystościach pogrzebowych, które miały miejsce 14 sierpnia, w kościele pod wezwaniem św. Karola Boromeusza, został pochowany w grobie rodzinnym na Starych Powązkach (kw. 51-5-29 i 30).

## Publikacje
Był autorem ponad 30 książek o tematyce podróżniczej, powieści dla młodzieży, reportaży i esejów, wydanych w łącznym nakładzie 1,6 mln egzemplarzy, laureatem nagród literackich:
- Alarm pod Andami (1961)
- Do widzenia, słońce (1963)
- Białe palmy (1963)
- Chłopiec z gór organowych (1964)
- Babcia robot przy kominku (Wydawnictwo Śląsk, Katowice 1963, projekt okładki Andrzej Czeczot)
- Gwiazdy suchego stepu (1965)
- Atlantyda, wyspa ognia (1967)
- Wyprawa po dinozaury (1968)
- Katastrofa (1968)
- Zimny brzeg (1969), z ilustracjami Daniela Mroza w serii Klub Siedmiu Przygód
- Kayum (1970), powieść o Lakandonach
- Czeluść („Iskry” 1972, seria „Naokoło świata”)
- Rabunek (1972)
- Obieżyświat (1976)
- Obieżyświat – nowe przygody (1976)
- Zwycięzca (1976)
- Kask (1978)
- Wynalazek (fantastycznonaukowa; Nasza Księgarnia 1978; powieść była także w 1978 drukowana w odcinkach w Płomyku, w numerach od 1 do 11/12, z ilustracjami Tomasza Borowskiego)
- Rok barana (1988)
- Tajemniczy płaskowyż („Iskry” 1981, seria „Naokoło świata”)
- Czciciele węża (1990)
- Dysk z Atlantydy (1992)
- Atlantyda, jej tajemnice i odkrycia (1994)
- Życie jest myślą (1997)
- Wielcy zdobywcy (1998)
- Życie spadło z nieba (1999)
- Legendy o świętych (1999)
- Tatrzańskie dramaty (1999)
- Podróż (2005)
- Wodospad (2010)
- Rok 838, w którym Mistekowie odkryli kod genetyczny (Wydawnictwo KOS, Katowice 2016, ISBN 978-83-7649-112-7)